# Le Prince pirate
Pour plus de détails, voir Fiche technique et Distribution.
Le Prince pirate (titre original : Il leone di Amalfi) est un film italien réalisé par Pietro Francisci, sorti en 1950. Vittorio Gassman interprète le rôle principal de ce film épique qui s'inspire très librement de la révolte en 1096 des habitants d'Amalfi contre le duc normand Roger Borsa.

## Synopsis
Au XIe siècle, dans le Sud de l'Italie. Les Normands, dirigés par Robert Guiscard, s'emparent par traîtrise d'Amalfi, tuent son prince et ceux qui résistent. Plus tard, le fils du prince, Mauro, devenu un homme, veut venger la mort de son père, libérer Amalfi du joug normand et épouser la femme qu'il aime.

## Fiche technique
- Titre : Le Prince pirate
- Titre original : Il leone di Amalfi
- Réalisation : Pietro Francisci
- Scénario : Raul De Sarro, Fiorenzo Fiorentini, Pietro Francisci, Giorgio Graziosi, Ugo Quattrocchi
- Scénographie : Flavio Mogherini
- Photographie : Guglielmo Lombardi, Rodolfo Lombardi (it)
- Montage : Ornella Micheli
- Musique : Carlo Rustichelli
- Producteur : Mario Francisci
- Société de distribution : Oro Film, Laura Film
- Pays : Italie
- Langue : italien
- Format : Noir et blanc — 35 mm — 1,37:1 — Muet
- Genre : épique, drame
- Longueur de pellicule : 2 748 mètres
- Durée : 89 minutes
- Dates de sortie :
  -  Italie : 11 octobre 1950
  -  Portugal : 14 mars 1951
  -  France : 11 janvier 1952
  -  Allemagne de l'Ouest : 12 décembre 1952
  -  Autriche : mars 1953
- Autres titres connus :
  -  Italie : Il ribelle di Amalfi
  -  : The Lion of Amalfi (titre international)
  -  France : Le Prince pirate
  -  France : Le Prince rebelle
  -  France : Le rebel d'Amalfi
  -  Belgique (Wallonie) : Le Prince rebelle
  -  Belgique (Flandre) : De opstandige prins
  -  Allemagne : Der Löwe von Amalfi
  -  Autriche : Der Löwe von Amalfi
  -  Portugal : O Leão de Amalfi
  -  Grèce : Oi peiratai tou Aigaiou (transcription du grec vers l'alphabet latin)

## Distribution
- Vittorio Gassman : Mauro
- Milly Vitale : Eleonora
- Sergio Fantoni : Ruggero (Roger)
- Carlo Ninchi : Roberto il Guiscardo (Robert Guiscard)
- Elvy Lissiak : Diana
- Achille Majeroni (en) : Dino
- Ughetto Bertucci : Luciano
- Arnoldo Foà
- Ugo Sasso (en) : Attilio
- Valerio Tordi : Pietro
- Cesare Fantoni
- Roberto Risso
- Franco Silva
- Mario Ferrari
- Afro Poli